# Vilar de Santos
Vilar de Santos – gmina w Hiszpanii, w prowincji Ourense, w Galicji, o powierzchni 20,7 km². W 2011 roku gmina liczyła 922 mieszkańców.